# شيبان بن سلمة
شيبان بن سلمة السدوسي الحروري (ت 130 هـ / 748 م) هو واحد من غلاة الخوارج الذين خرجوا على علي.
قتل على أبواب سرخس سنة 130 هـ.